# Prosoeca accincta
Prosoeca accincta är en tvåvingeart som först beskrevs av Christian Rudolph Wilhelm Wiedemann 1830.  Prosoeca accincta ingår i släktet Prosoeca och familjen Nemestrinidae. Inga underarter finns listade i Catalogue of Life.